# Monchy (Santa Lucía)
Monchy es una localidad de Santa Lucía que forma parte del distrito de Gros Islet.